# Pöllnitz

Lage der ehemaligen Gemeinde Pöllnitz im Landkreis Greiz (Stand: 14. Oktober 1995)

Pöllnitz war eine kurzlebige Gemeinde im äußersten Westen des heutigen Landkreises Greiz in Thüringen.

## Geographie
Das vom Fluss Auma durchflossene Gemeindegebiet lag südwestlich von Gera unweit der Bundesautobahn 9. Die Gemeinde lag 318 m hoch.

## Geschichte
Die Gemeinde entstand zum 9. April 1994 aus den damals selbständigen Gemeinden Forstwolfersdorf, Großebersdorf, Neundorf, Niederpöllnitz und Rohna. Zum 21. Dezember 1995 erfolgte der Zusammenschluss mit der Nachbargemeinde Harth zur Gemeinde Harth-Pöllnitz, deren Sitz im Ortsteil Niederpöllnitz liegt. Harth-Pöllnitz hat heute weniger als 3000 Einwohner.

## Politik
Der am 9. Juni 1994 gewählte Gemeinderat hatte 14 Sitze, die sich wie folgt verteilten:
- CDU 5 Sitze (34,0 %)
- FDP 2 Sitze (12,8 %)
- BAUERN 3 Sitze (21,1 %)
- FFW 1 Sitz (5,5 %)
- FWG 3 Sitze (22,1 %)

## Bauwerke
Sehenswürdigkeiten im früheren Gemeindegebiet sind
- Burg Pöllnitz
- historische Brücke über die Auma im Ortsteil Rohna
- 900 Jahre alte Dorfkirche in Forstwolfersdorf mit Trampeli-Orgel aus dem Jahre 1775

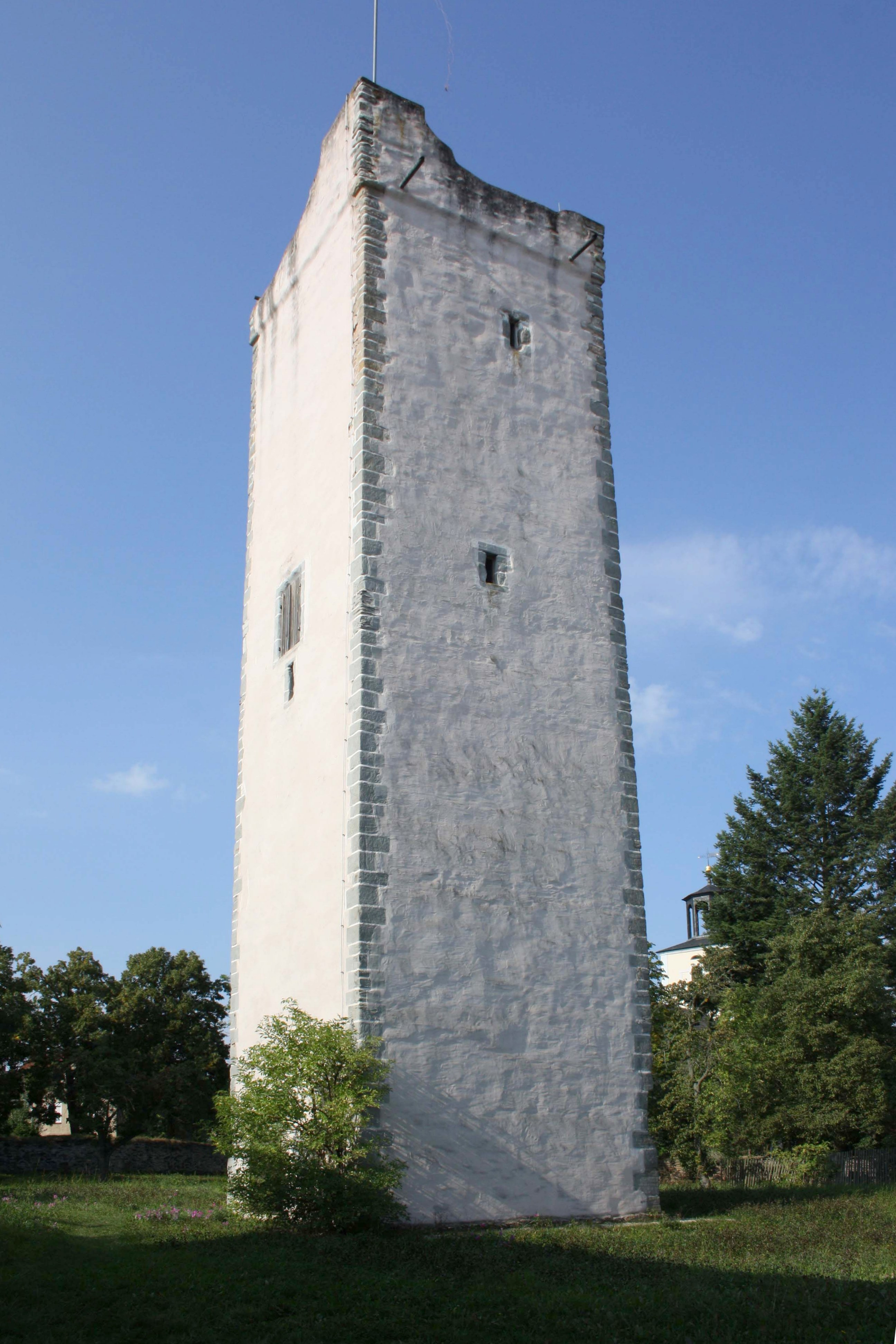
Erhaltener Turm der Burg Pöllnitz
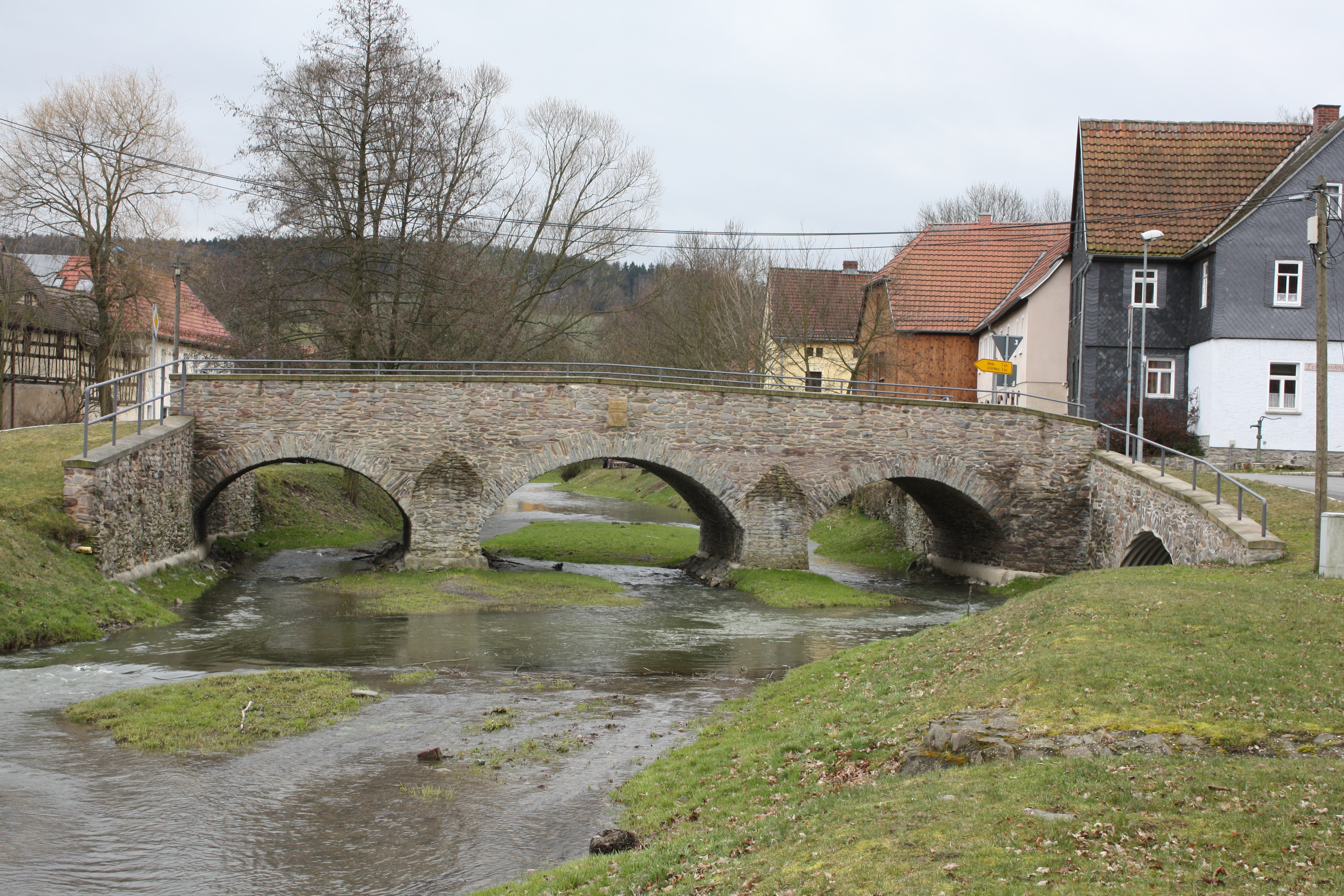
Steinbrücke in Rohna
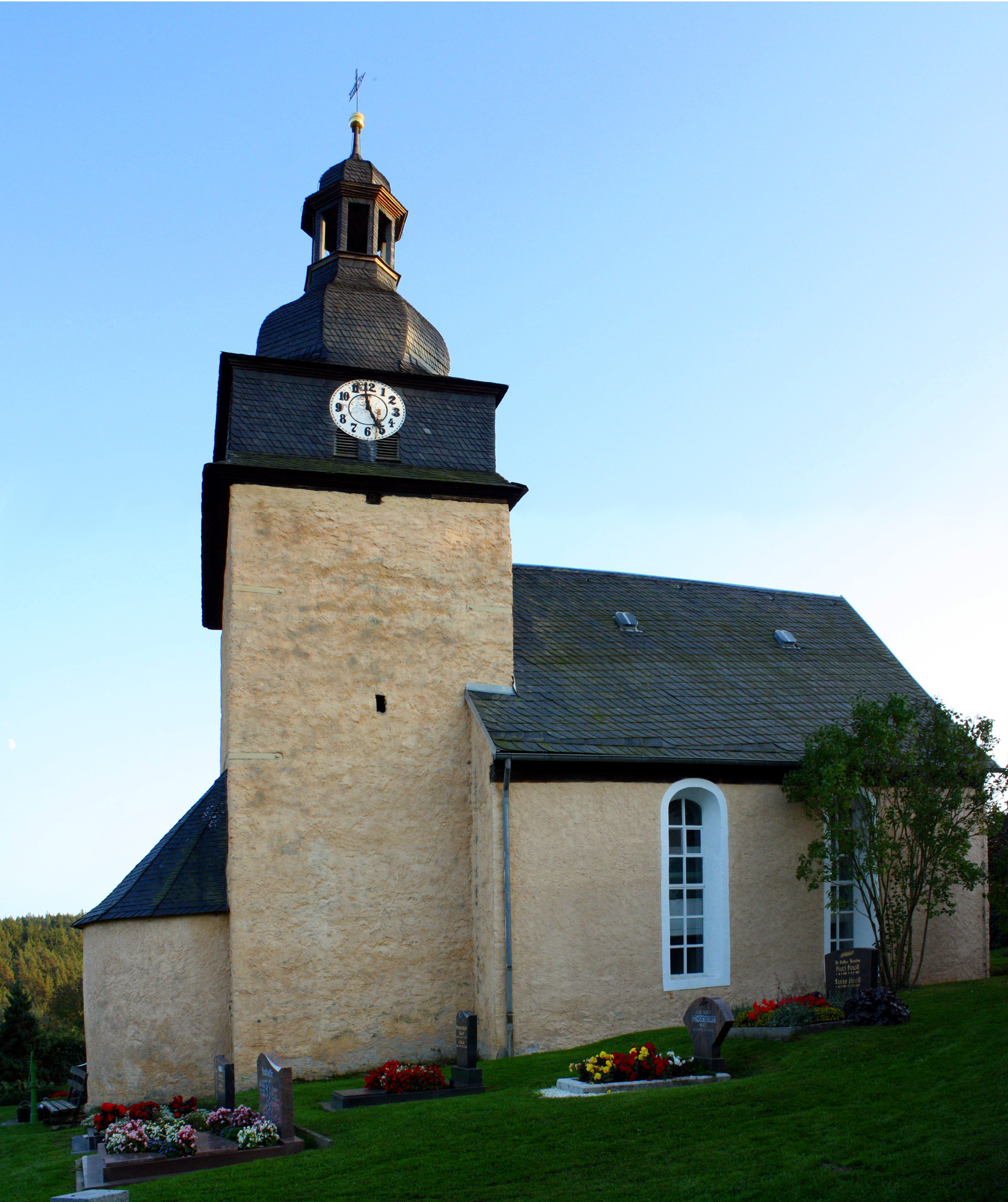
Kirche Forstwolfersdorf